# مؤجل

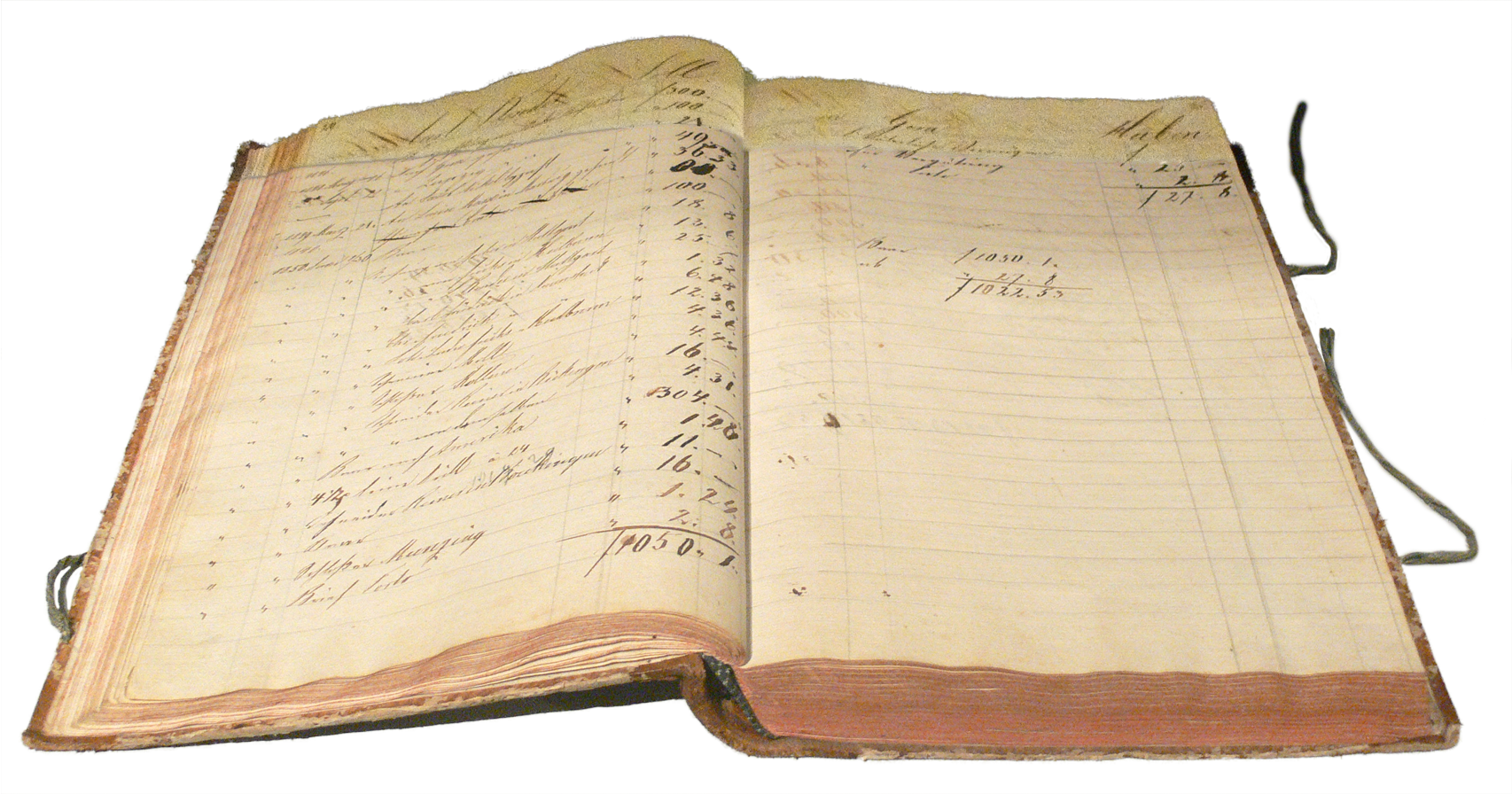

دفع مؤجل أو مؤجل في الاقتصاد (بالإنجليزية:Deferral أو Deferred) هو مبلغ مؤخر أو متروك حتى يحين وقت الزام بتسديده، أمثلة على الدفع المؤجل سداد الدين على أقساط، الضرائب، والرواتب. وقد يكون المؤجل مالا أو بضاعة أو ضمانا.

## اقرأ أيضاً
- دفع مسبق
- إيراد مقدم
- ضمان إضافي
- مردود الاستثمار
- الحد الأدنى للعائد
- نظارة الحسابات
- تخصيص الأموال
- حجم الأعمال (اقتصاد)
- التزام قانوني
- مركز مربح
- مركز تكلفة
- مركز استثماري
- عملة
- عملة قانونية
- عملة متداولة
- معدل الفائدة الإسمية
- معدل الفائدة الفعلية
- نظارة الحسابات
- مصروفات جارية
- في الإيداع
- نقص
- عملة مضمونة بأصول
- أوراق تجارية مالية
- موارد المال
- إيراد مقدم
- القيد الأول
- مستحقات مؤجلة